# Stazione di Simaxis
La stazione di Simaxis è una fermata ferroviaria in disuso a servizio del comune di Simaxis, posta lungo la linea Cagliari-Golfo Aranci.

## Storia

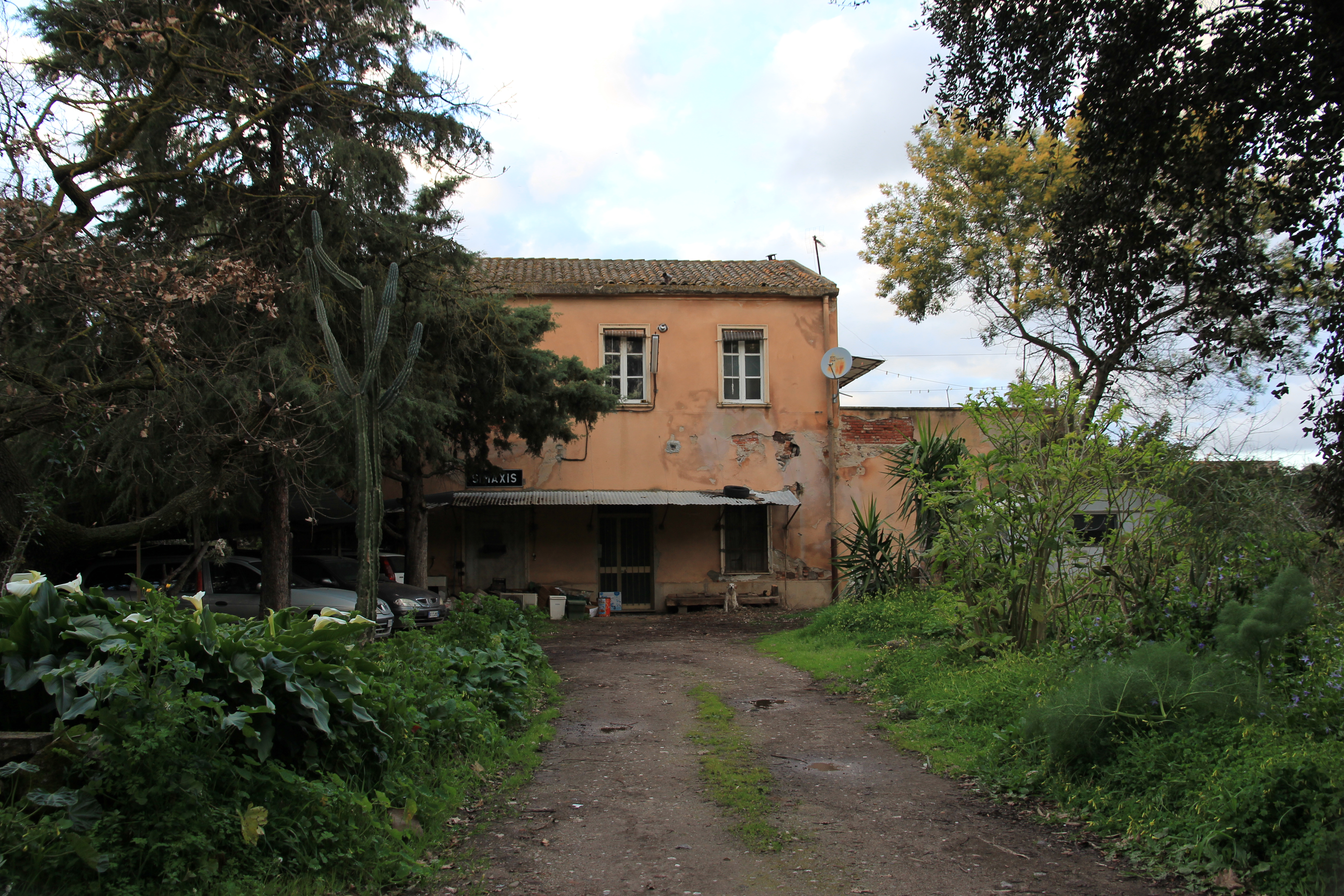
Il fabbricato viaggiatori visto dalla strada d'accesso all'impianto. Dopo la disabilitazione dello scalo ai vari servizi di trasporto, l'edificio è stato successivamente destinato ad uso abitativo.

La fermata nacque nell'ambito dei lavori per la realizzazione della principale linea ferroviaria sarda, la Cagliari-Golfo Aranci, nella seconda metà dell'Ottocento. Tale opera, realizzata dalla Compagnia Reale delle Ferrovie Sarde con un sistema a lotti, porto alla costruzione di una fermata ad ovest dell'abitato di Simaxis, che venne inaugurata il 1º luglio 1880 insieme al tronco ferroviario tra le stazioni di Oristano e Giave, e che iniziò la regolare attività dal giorno successivo.
La Compagnia Reale fu anche il primo gestore dell'impianto, e mantenne tale ruolo sino al 1920, quando alle Ferrovie Reali subentrarono le Ferrovie dello Stato.
La fermata continuò ad essere utilizzata anche nei decenni successivi al secondo conflitto mondiale, sino al 18 maggio 1978, quando vi cessò il servizio passeggeri. Da allora l'impianto è formalmente attivo come località di servizio.

## Strutture e impianti

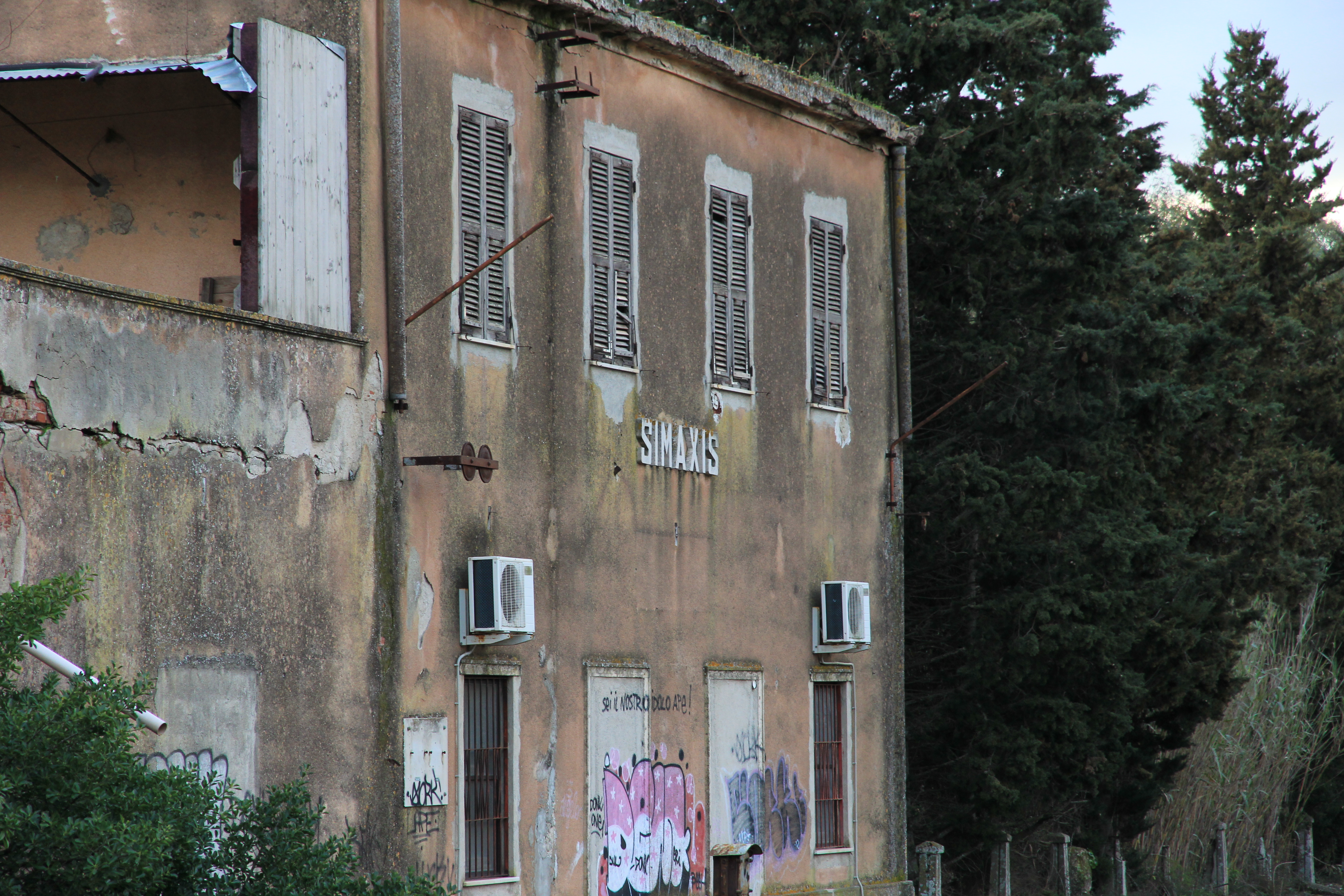
Il fabbricato viaggiatori dello scalo, esteso su due piani

Realizzata con caratteristiche di scalo passante, la fermata di Simaxis presenta il solo binario di corsa, a scartamento ordinario (1435 mm). Lo scalo è inoltre dotato di un fabbricato viaggiatori a due piani, a pianta rettangolare con 4 luci di apertura sui lati maggiori, con un corpo aggiunto sul lato nord sul solo piano terra. Un ulteriore piccolo edificio si affianca ad esso, tuttavia tali locali non sono più impiegati per l'attività ferroviaria.

## Movimento
Dal 1978 la fermata non è più attiva per il servizio viaggiatori, in precedenza fu servita dai treni effettuati dalle Ferrovie dello Stato lungo la Dorsale Sarda.